# Diespeck
Diespeck è un comune tedesco di 3 864 abitanti, situato nel land della Baviera.